# Stanisław Śreniowski
Stanisław Śreniowski (ur. 16 maja 1912 w Stryju, zm. 11 sierpnia 1957 w Ustce) – historyk państwa i prawa oraz dziejów wsi w Polsce. 

## Życiorys
Absolwent Wydziału Prawa Uniwersytetu Jana Kazimierza we Lwowie. Uczeń Oswalda Balzera i Przemysława Dąbkowskiego. Doktorat (Organizacja sejmiku halickiego) w 1939 na UJ pod kierunkiem Stanisława Kutrzeby. W latach 1939-1941 wykładał prawo na ukraińskim Uniwersytecie im. Iwana Franki we Lwowie. W okresie 1943–1944 pracownik tajnego Instytutu Śląskiego w Warszawie. Od 1945 roku związany z UŁ. Od 1946 zastępca profesora w Katedrze Historii Ustroju Polski UŁ. W 1948 habilitacja (Zbiegostwo chłopów w dawnej Polsce jako zagadnienie ustroju społecznego). Od 1949 profesor nadzwyczajny. W latach 1948-1949 był prorektorem, a następnie rektorem (1949-1950) Wyższej Szkoły Pedagogicznej w Łodzi. Od 1953 pracował też w Instytucie Historii PAN. Zajmował się problematyką historyczno-prawną, historią chłopów i historią historiografii. Do jego uczniów należą: Filomena Bortkiewiczowa, Zbigniew Stankiewicz. Jego żoną była historyk historiografii Krystyna Śreniowska. Ich dzieci to: Józef Śreniowski i Barbara Śreniowska-Szafran (1949–2013). 
Pochowany w Łodzi na cmentarzu na Radogoszczu

## Wybrane publikacje
- Organizacja sejmiku halickiego, 1938.
- Dzieje chłopów w Polsce. Szkic o ustroju społecznym, 1947.
- Zbiegostwo chłopów w dawnej Polsce jako zagadnienie ustroju społecznego, 1948 (wyd. 2 - 1997).
- Uwłaszczenie chłopów w Polsce, 1955.
- Kwestia chłopska w Polsce w XVIII wieku, 1955.
- Materiały do dziejów uwłaszczenia w Królestwie Polskim, 1961.
- Studia nad prawem i stosunkami agrarnymi Królestwa Polskiego, 1963.